# ماندارینا
مارتا کاتاژینا ویکتوریا ویشنیفسکا (لهستانی: Marta Katarzyna Wiktoria Wiśniewska؛ زادهٔ ۱۲ مارس ۱۹۷۸) با نام هنری ماندارینا خواننده، هنرمند رقص، طراح رقص و بازیگر اهل لهستان است.
از فیلم‌ها یا برنامه‌های تلویزیونی که وی در آن نقش داشته‌است، می‌توان به سکوت، کارآگاهان جنایی، عشق اول، در خیابان سپولنی و بدهی اشاره کرد.